# Lithacodia musta
Deltote musta là một loài bướm đêm trong họ Noctuidae.